# ヘルクレス座・かんむり座グレートウォール
ヘルクレス座・かんむり座グレートウォール（ヘルクレスざ・かんむりざグレートウォール、Hercules-Corona Borealis Great Wall）は、銀河フィラメントの1つである。長さは100億光年に達し、2021年現在知られている中で最大の宇宙の大規模構造である。

## 発見
発見者のイシュトヴァン・ホルヴァート(I. Horvath)とジョン・ハッキラ(J. Hakkila)、ジョルト・バゴリー(Z. Bagoly) は、2012年7月までに発見されていた赤方偏移の値が知られている283個のガンマ線バーストの分布を調査した。その結果、31個のガンマ線バーストが赤方偏移にして1.6から2.1、距離にして150億4900万光年から176億7500万光年の間に大きな分布の偏りを示すことを発見した。二標本コルモゴロフ-スミルノフ検定を用いて、この観測の有意性は0.05%未満であると求まった。また31個のガンマ線バーストのうち、18個は全体の8分の1の領域に集中していた。このような偏りの二項確率は p=0.0000055 であった。この事から、研究チームは今からおよそ100億年前の宇宙に巨大な銀河フィラメントの存在を推定した。論文は2013年11月に発表され、ヘルクレス座とかんむり座に位置することからヘルクレス座・かんむり座グレートウォールと名付けられた。

## 規模
ヘルクレス座・かんむり座グレートウォールの規模は非常に巨大である。ガンマ線バーストの分布から推定された大きさは、長さが最大で100億光年、幅が72億光年である。これは2003年に発見されたスローン・グレートウォールの13億7000万光年や、2013年1月に存在が発表されたばかりである大クエーサー群の U1.27 の40億4000万光年をはるかに上回る大きさである。これは観測可能な宇宙の10.7%に相当する。
ヘルクレス座・かんむり座グレートウォールの規模は、現在の宇宙物理学や宇宙原理に影響を及ぼす大きさである。現在の理論では、ビッグバン以降に宇宙で発生した衝撃波が、現在の宇宙の大規模構造を作る素になっているとされている。それによって生じる大規模構造の大きさは約12億光年を超えないとされている。しかし、ヘルクレス座・かんむり座グレートウォールはこれよりはるかに巨大である。また、宇宙は大きなスケールで見れば均一であるという宇宙原理にも反する。観測可能な宇宙の大きさに対してヘルクレス座・かんむり座グレートウォールはあまりに巨大で不均一であるからである。これは、宇宙に関する現在の数学的な記述が過度に簡略化されており、実際の宇宙の均一性や大規模構造の形成を理論的に予測するには不適切であることを示しているかもしれない。また、宇宙は現在考えられているよりもっと複雑な構造をしている可能性もある。これらの問題は U1.27 の発見時にも指摘された問題であるが、ヘルクレス座・かんむり座グレートウォールは U1.27 の2倍以上巨大な大きさを持つ。研究チームは、さらなるガンマ線バーストの観測と分布配列によって、より詳細を明らかにしていきたいとしている。
また、ヘルクレス座・かんむり座グレートウォールは、今から約100億年前の宇宙、即ち宇宙誕生から約38億年経過した時代に存在する構造である。これほど大規模な構造がこのような短期間で生成される原理は不明であり、宇宙の進化に関する理論の修正が必要であると推定されている。